# Königreich Friesland

Die friesischen Wohlgebiete um 716, hier jedoch, verälteter Ansichten entsprechend, fälschlich als Großfriesisches Reich angedeutet

Das Königreich Friesland ist der Name eines friesischen Königreiches, das zwischen 650 und 719 seine größte Ausdehnung erreichte. Das Herrschaftsgebiet wird irreführend auch als Groß-Friesland (Lateinisch: Magna Frisia) bezeichnet. Ein großfriesisches Reich hat es niemals gegeben; vielmehr spiegelt dieser Terminus deutschnationale Schlagwörter des 19. und 20. Jahrhunderts sowie nationalfriesische Bestrebungen der Nachkriegszeit wider.

## Lage und Dauer
Der Wohngebiet der Friesen erstreckte sich über einen engen Küstenstreifen an der Nordsee von Brügge über das Rhein-Maas-Delta bis zur Wesermündung und war durch riesige Hochmoore von den Geestbezirken im Binnenland abgeschirmt. Das kulturelle Kerngebiet befand sich zwischen dem heutigen IJsselmeer und der Ems. Das Königreich Friesland war jedoch – nach der heutigen Lehrmeinung – weitgehend auf die holländische Küste mit den Mündungen von Rhein und Maas (Frisia ulterior), wo sich ausgedehnte Domänen befanden, sowie auf die Flussmarschen im Hinterland (Frisia citerior) beschränkt. Auf seinem Höhepunkt um 700 umfasste das Königreich ebenfalls die Städte Utrecht und Dorestad und reichte sein politischer Einfluss wahrscheinlich bis nach Westfriesland und möglicherweise auch Zeeland.
Das Königreich Friesland existierte nicht länger als ein bis eineinhalb Jahrhunderte, war aber wahrscheinlich der Nachfolger einer Reihe von Kleinkönigreichen, die sich seit dem Ende des fünften Jahrhunderts am Rande des fränkischen Reichs entwickelten. Das Königreich Friesland hörte wahrscheinlich mit dem Tod von König Radbod im Jahr 719 auf zu existieren, woraufhin die friesischen Bezirke nach und nach in das Frankenreich eingegliedert und christianisiert wurden. Es ist unklar, ob der 734 besiegte westfriesische Heerführer Poppo ein Kleinkönig war. 
Die friesischen Siedler auf Helgoland und den nordfriesischen Inseln sowie in den Städten Ripen und Haithabu unterstanden seit ihrer Niederlassung im 8. Jahrhundert jütischen oder dänischen Königen.

## Geschichte
Während der Zeit des Großfriesischen Reiches kam es immer wieder zu Konflikten mit dem südlich gelegenen Frankenreich. Während das Großfriesische Reich unter König Aldgisl noch weitestgehend in Frieden mit den Franken lebte, kam es unter Aldgisls Nachfolger Radbod immer wieder zu Auseinandersetzungen mit den Franken. Die Kriege wurden vor allem wegen der Kontrolle des Rhein-Maas-Deltas geführt, das von den Friesen beherrscht wurde. In der Schlacht bei Wijk bij Duurstede, an den Ufern des Rheins, unterlag er dem Herrscher des Frankenreiches, Pippin dem Mittleren, und musste den westlichen Teil des Reiches an die Franken abtreten. In den fränkisch beherrschten Gebieten setzte ab 690 die Missionierung der heidnischen Friesen durch Willibrord ein.
Nach dem Tod von Pippin dem Mittleren sammelte Radbod seine Truppen und eroberte 716 die zuvor verlorenen Gebiete in einer Schlacht gegen den fränkischen Hausmeier Karl Martell zurück. Radbod starb 719 und sein Nachfolger wurde Poppo. Unter seiner Herrschaft setzten die Franken zur Rückeroberung des westlichen Frieslands an und bereits 720 waren alle vormals friesischen Landesteile westlich der Vlie wieder in fränkischer Hand.
Im Jahre 734 entsandte Karl Martell seine Truppen erneut nach Friesland, und es kam zur Schlacht an der Boorne, in der die Franken die friesischen Truppen vernichtend schlagen konnten. Poppo fand in der Schlacht den Tod und die Franken annektierten auch das friesische Gebiet zwischen der Vlie und der Lauwers.

Das Frankenreich, Friesland als Eroberung der Franken, 734

Den Friesen verblieb damit nur noch ein wesentlich verkleinerter Herrschaftsbereich. Mit der Zeit ging er im immer größer werdenden Frankenreich auf.

## Herrscher
Es ist nicht genau bekannt, welchen Titel die Herrscher des Großfriesischen Reiches trugen. In der französischsprachigen Literatur werden die frühen Herrscher der Friesen als Herzöge genannt, in der angelsächsischen Literatur werden sie in der Regel als Könige aufgeführt.
| Name               | Herrschaftszeit von | Anmerkungen                  |
| ------------------ | ------------------- | ---------------------------- |
| Finn von Friesland | 6. Jahrhundert      | Nur durch Sagen nachgewiesen |
| …                  | …                   |                              |
| Audulf             | um 600 – um 630     |                              |
| …                  | um 630 – 654        |                              |
| Aldgisl            | 654–680             |                              |
| Radbod             | 680–719             |                              |
| Poppo              | 719–734             |                              |